# Râul Valea Vlazilor
Râul Valea Vlazilor este un curs de apă, afluent al râului Dâmbovița. 